# Angélica de Almeida
Angélica de Almeida (25 de marzo de 1965, Itapeva, Brasil) es una maratonista retirada brasileña, quien ganó la 3° edición del maratón de Buenos Aires en 1986. Además representó a su país natal en la maratón los Juegos Olímpicos de 1988 en Seúl, Corea del Sur.

## Logros personales
| Año  | Competencia                     | Posición | Lugar                   | Marca   |
| ---- | ------------------------------- | -------- | ----------------------- | ------- |
| 1986 | Maratón de Buenos Aires         | 1°       | Buenos Aires, Argentina | 2:54:47 |
| 1987 | Campeonato Mundial de Atletismo | -        | Roma, Italia            | DNF     |
| 1988 | Juegos Olímpicos                | 44°      | Seúl, Corea del Sur     | 2:43:40 |